# 趙景深
趙景深（1902年4月25日—1985年1月7日），別名旭初，筆名鄒嘯、卜朦胧、冷眼、陶明志、博董、露明女士、邹啸露等，男，祖籍四川宜宾，生于浙江丽水。中國作家、翻译家、出版家，文学研究会会员。

## 生平
1930年至1951年，任北新书局总编辑。1949年在复旦大学中文系任教，是复旦大学昆曲社创始人。在1950年代之後，他與俞平伯在昆曲界合稱“南趙北俞”:001。

## 著作
赵景深17歲時翻譯過《安徒生童話》，1928年出版《中国文学小史》，此書曾被闻一多定为清华大学入学考试必读书。此外，他还著有《中国文学史新编》、《小说原理》等文學研究。在戲曲上，他著有《元明、南戏考略》、《戏曲笔谈》、《曲论初探》等，1937年完成《大鼓研究》，為中國第一部研究大鼓书的著作。此外，在开明书店、北新书局总编辑時，他主编过《现代文学》、《青年界》、《俗文化》等刊物。